# Патриша Корнуел
Патриша Корнуел (на английски: Patricia Cornwell), родена като Патриша Каръл Даниълс (Patricia Carroll Daniels), е американска писателка на криминални романи, определяна като основоположник на жанра „съдебна медицина“ в литературата, киното и най-вече в телевизията, където хитове са сериали като „От местопрестъплението“, „Кости“ и много други.

## Биография
Патриша Корнуел е родена на 9 юни 1956 г. в Маями, Флорида, САЩ. Родена е в семейството на Мерилин и Сам Даниълс. Внучка е на Хариет Бичър Стоу („Чичо Томовата колиба“). Нейният баща е бил един от водещите апелативни адвокати в Съединените щати и служи като правен чиновник за Върховния съд. Корнуел прекарва трудно детство. Семейството се мести през 1961 г. в Монтро, Северна Каролина, където майка ѝ е приета в болница за лечение от депресия. Баща им ги напуска на Коледа същата година, тъй като е неизлечимо болен от рак. Тя и братята и Джим и Джон са дадени за отглеждане на приемно семейство. Корнуел учи в Кралския колеж в Бристъл, Тенеси, след което се прехвърля в колежа Дейвидсън, където се дипломира с бакалавърска степен по англицистика.
През 1979 г. постъпва на работа във вестник „The Charlotte Observer“, където отговаря за криминалната хроника. През 1983 г. публикува биографията на техния семеен приятел Рут Бел Греъм, преиздадена през 1997 г. като „Рут, Портрет: Историята на Рут Бел Греъм“. През 1984 г. започва работа в главния офис по съдебна медицина във Вирджиния. В продължение на шест години първо е технически секретар, а впоследствие компютърен анализатор. Участва и като доброволец в разследванията на Полицейското управление на Ричмънд. За това време Корнуел написва три романа, които са отхвърлени от издателите.
През 1980 г., малко след като се дипломира, Патриша се омъжва за английския професор Чарлс Л. Корнуел, който е 17 години по-възрастен от нея. По-късно проф. Корнуел напуска университета и става проповедник. През 1989 г. двойката се разделя, но Патриша запазва своята фамилия, с която е известна.
От 1991 до 1992 г. Корнуел е замесена в кратка хомосексуална афера с Марго Бенет, агент на ФБР, която среща в академията на ФБР в Куонтико, Вирджиния, където Корнуел прави проучване за серията „Скарпета“. Случката се разкрива след като мъжът на Бенет, Джийн Бенет, също агент на ФБР, е арестуван с обвинение за опит за убийство на съпругата си.
Патриша Корнуел е лесбийка и от 2005 г. е женена за д-р Стейси-Ан Грубер – инструктор по психиатрия в Харвардския университет в Масачузетс (където живеят), като оповестява това по време на брака им през 2007 г. В интервю за „The Advocate“ през 2008 г. писателката разказва, че Били Джийн Кинг ѝ е помогнала да превъзмогне притесненията си и да започне да дискутира сексуалността си публично. В серията за д-р Скарпета племенницата на главната героиня е полицай със специално назначение и лесбийка, като в поредицата се проследява и личният ѝ живот.
От детството си Корнуел е в приятелски отношения със семейството на евангелиста Били Греъм и неговата съпруга Рут Бел, като често служи като неофициален говорител на неговото радиошоу. Тя е и личен приятел на бившия президент Джордж Буш старши.
Корнуел е поддръжник на Републиканската партия като дарява средства за нейните кампании, но понякога подкрепя и отделни кандидати на демократите, като Хилари Клинтън.
В зрялата си възраст Патриша Корнуел има проблеми със здравето си, прекарва депресия вследствие на анорексия, лекува се е за биполярно разстройство, на 10 януари 1993 г. катастрофира в пияно състояние и е осъдена на лечение от 28 дни.
През 2000 г. писателят Лесли Сакс я обвинява в плагиатство и стартира интернет атака срещу нея, обвинявайки я в неонацизъм и заговор за убийството му. През 2007 г. съдът осъжда Сакс за клевета и присъжда обезщетение на Корнуел.
Патриша Корнуел редовно подпомага благотворителността чрез дарения: за Института по съдебна наука и медицина във Вирджиния, за стипендии в Криминалната академия в Тенеси, за литературния конкурс на Колежа Дейвидсън, дарява колекцията си от картини на Уолтър Сикърт на Харвардския университет. Дарява един милион долара на „John Jay College of Criminal Justice“ за „Crime Scene Academy“ и на Харвардския музей на изкуствата.

## Творчество

### Серия „д-р Кей Скарпета“
През 1990 г. излиза нейният първи роман „Аутопсия“, който дава началото на серията за „Кей Скарпета“ – съдебен лекар. Използвайки своя практически опит писателката включва в романите много подробности по криминалистика. В тях първоначалното разкриване на престъплението започва със съдебното разследване на трупа на жертвата. В своите сюжети писателката значително разширява дейността на героинята си, за разлика от реалния живот на медицинските лица, като включва разследвания и разпити на заподозрени. В завършека на романа, д-р Скарпета и нейните сътрудници обикновено се сблъскват с убиеца в екшън-сцени и приключват с неговата смърт. Счита се, че тези романи основно са повлияли на създаването на популярните телевизионни сериали „От местопрестъплението“, както и на документалния филм „Студени досиета“.
Други значими теми в романите за Кей Скарпета са: здраве, индивидуална безопасност, семейство, както и възникващото сексуално себеоткриване на нейното племенница. Често конфликти и тайни манипулации от колегите д-р Скарпета правят разкриването на случаите по-сложно. Сцените от романите на серията се провеждат на различни места в САЩ. В поредицата има на два пъти смяна на стила на писане. През 2000 г. от миналото време се сменя с настояще за по-голямо напрежение. От 2003 г. разказът е от трето лице-разказвач, вкл. от гледната точка на убийците. През 2010 г. отново разказът е в първо лице. До 2012 г. са излезли 20 романа от серията „Кей Скарпета“.

### Други серии
В допълнение на романите за Скарпета, Корнуел е написала няколко псевдополицейски произведения, известни още като серията „Анди Бразил и Джуди Хамър“, действието на която се развива в Северна Вирджиния. В тях освен темите за възрастната жена-ченгето Джуди и младия мъж-репортерът Анди се разискват и такива нелицеприятни подробности като изследване на изпражнения и инфекциозни заболявания (сепсис).
С романите „В опасност“ и „Фронт“ Корнуел въвежда своя нов герой – детектива Уин Гарано, който работи в предградията на Бостън. Освен със заплетените разследвания на убийства той се сблъсква и с праволинейната си шефка Моник Ламонт. През 2010 г. двата романа са филмирани.
През 2002 г. Корнуел издава, спорната според специалистите, документална книга „Портрет на един убиец: Джак Изкормвача – Случаят приключен“, в която на базата на собствени разследвания, вкл. чрез закупуване и изследване на 30 бр. картини на художника, твърди, че убиецът е художника Валтер Сикърт.
Книгите на Корнуел са продадени в повече от 100 милиона копия, на 36 езика, в над 120 страни. Била е 23 пъти в списъците на бестселърите на „Ню Йорк Таймс“.
Тя е носителка на много награди:
- златен медальон за биографията на Рут Греъм;
- наградите „Edgar“, „John Creasey Memorial“, „Anthony“, „Macavity“, и „Roman d'Adventures“ за „Аутопсия“;
- наградата „Sherlock“ за най-добър герой – Кей Скарпета;
- Британската награда за най-добър трилър на 2008 г. за „Book of the Dead“;
- наградата „RBA International Thriller“ за 2011 г. от 125 000$ за „Red Mist“.

## Произведения

### Серия „Д-р Кей Скарпета“
1. „Аутопсия“, Postmortem (1990)
2. „Решаваща улика“, Body of Evidence (1991)
3. „Двойни убийства“, All That Remains (1992)
4. „Жестоко и необичайно“, Cruel and Unusual (1993) - награда „Златен кинжал“
5. „Ферма за трупове“, The Body Farm (1994)
6. „Хищникът“, From Potter's Field (1995)
7. „Проклетата кауза“, Cause of Death (1996)
8. „Необикновена зараза“, Unnatural Exposure (1997)
9. „Крадци на лица“, Point of Origin (1998)
10. „Френски акцент“, Black Notice (1999)
11. „Обвинението“, The Last Precinct (2000)
12. „Стръв за алигатори“, Blow Fly (2003)
13. „Следа“, Trace (2004)
14. „Хищник“, Predator (2005)
15. „Книга на мъртвите“, Book of the Dead (2007)
16. „Скарпета“, Scarpetta (2008)
17. „Проектът „Калигула“, The Scarpetta Factor (2009)
18. „Военна морга“, Port Mortuary (2010)
19. „Червена мъгла“, Red Mist (2011)
20. „Легло от кости“, The Bone Bed (2012)
21. „Прах“, Dust (2013)
22. „Тихият палач“, Flesh and Blood (2014)
23. „Покварено сърце“, Depraved Heart (2015)
24. „Хаос“, Chaos (2016)
25. „Бяс“, Livid (2022)
26. „Неестествена смърт“, Unnatural Death ( (2023)
27. „Неизвестна самоличност“, Identity Unknown (2024)

### Серия „Анди и Джуди“
1. „Нощен патрул“, Hornet`s Nest (1997)
2. „Южен кръст“, Soufthern Cross (1999)
3. Isle of Dogs (2001)

### Серия „Уин Гарано (Джеронимо)“
1. „В опасност“, At Risk (2006)
2. „Фронт“, The Front (2008)

### Серия „Капитан Чейс“
1. „Квантова нишка“, Quantum (2019)
2. Spin (2020)

### Документалистика
- A Time for Remembering: Biography of Ruth Bell Graham (1983), преиздадена през 1997 г. като Ruth, A Portrait: The Story of Ruth Bell Graham (1997)
- Scarpetta's Winter Table (1998)
- Food to Die For: Secrets from Kay Scarpetta's Kitchen (2002)
- Portrait of a Killer: Jack the Ripper – Case Closed (2002)
- Ripper (2017)

### Детски романи
- Life's Little Fable (1999)